# Celostátní mistrovství 1950
Il Celostátní mistrovství 1950 vide la vittoria finale del Sokol NV Bratislava
Capocannoniere del torneo fu Josef Bican del Vítkovické železárny con 22 reti.

## Classifica finale
|    | Classifica           | G  | V  | N | P  | GF | GS | DR  | Pti |
| -- | -------------------- | -- | -- | - | -- | -- | -- | --- | --- |
| 1  | Sokol NV Bratislava  | 26 | 16 | 3 | 7  | 62 | 35 | +27 | 35  |
| 2  | Bratrství Sparta     | 26 | 13 | 9 | 4  | 64 | 37 | +27 | 35  |
| 3  | Železničáři Praga    | 26 | 14 | 7 | 5  | 52 | 36 | +16 | 35  |
| 4  | VŽ Vítkovice         | 26 | 13 | 5 | 8  | 53 | 47 | +6  | 31  |
| 5  | ATK Praga            | 26 | 12 | 4 | 10 | 60 | 54 | +6  | 28  |
| 6  | OD Karlín            | 26 | 11 | 5 | 10 | 45 | 49 | -4  | 27  |
| 7  | Dynamo Slavia Praga  | 26 | 10 | 5 | 11 | 58 | 47 | +11 | 25  |
| 8  | Technomat Teplice    | 26 | 8  | 9 | 9  | 51 | 50 | +1  | 25  |
| 9  | Dukla Prešov         | 26 | 9  | 7 | 10 | 41 | 42 | -1  | 25  |
| 10 | Sokol Škoda Plzeň    | 26 | 10 | 5 | 11 | 57 | 60 | -3  | 25  |
| 11 | Jednota Košice       | 26 | 8  | 8 | 10 | 39 | 39 | 0   | 24  |
| 12 | Sokol Slovena Žilina | 26 | 7  | 6 | 13 | 49 | 65 | -16 | 20  |
| 13 | Kovosmalt Trnava     | 26 | 6  | 7 | 13 | 36 | 45 | -9  | 19  |
| 14 | ČSD Plzeň            | 26 | 3  | 4 | 19 | 31 | 92 | -61 | 10  |

## Verdetti
- NV Bratislava Campione di Cecoslovacchia 1950.
- Kovosmalt Trnava e ČSD Plzeň retrocesse.